# Стоян Заимов
 Тази статия е за българския революционер.  За офицера и негов внук вижте Стоян Заимов (офицер).  
Стоя̀н Стоя̀нов Заѝмов е български националреволюционер, апостол на Априлското въстание, просветен деец, общественик и писател.

## Биография

### Ранни години
Стоян Заимов е роден в село Рупките, община Чирпан, област Стара Загора. Според други източници той е роден в село Стоян-Заимово, тогава село Карапча, от където произхожда родът Заимови. Баща му Стоян Нинчов – Заимина е от това село. Майка му Кера Балева е от близкото село Винарово.
Бащата на Стоян Заимов е убит и ограбен от турски разбойници на връщане от Цариград, където карал животни за продажба. Стоян се ражда три месеца след смъртта на баща си.
Учи в класното училище в град Стара Загора (1867 – 1869), където се запознава с Васил Левски. Става член на Тайния централен български комитет (ТЦБК). През следващите две години завършва педагогически курс в град Пловдив и е учител в българското мъжко училище в град Хасково.

### Ранна дейност като революционер
Между 1871 и 1873 г. участва в основаването на Хасковския частен революционен комитет и е един от най-дейните му членове. Помага на Атанас Узунов при подготовката на покушението над хасковския чорбаджия хаджи Ставри Примо. Заловен е и осъден на заточение в Диарбекир, Мала Азия. Още на следващата година успява да избяга от там и се установява в Румъния.
Запознава се с Любен Каравелов, Христо Ботев и други видни представители на българската емиграция и се включва активно в нейната дейност.), а от 1875  - и с  Георги Бенковски, когото приобщава къв революционната идея. Според Заимов през май, юни и юли Бенковски (който по това време се нарича Гаврил Хлътев Чинче Парале) внася 200 наполеона (4000 лева) в редакцията на в. „Михал“ списван от Заимов. Впоследствие тези пари ще отидат за акцията, която трябва да подпомогне Заарското въстание.  През 1875 двамата делят една квартира.  Когато  през март Ботев насъсква Бенковски да застреля Каравелов, Заимов научава за този план и успява да го разубеди да не извършва атентат срещу Каравелов.

### Акция Заимов/Бенковски  с цел подпомагане на Заарското въстание
На 12 август 1875 Заимов е избран за член на обновения БРЦК. На това заседание. ръководството на Българския революционен централен комитет взима решение за въстание и възлага на Заимов да осъществи плана за подпалване на Цариград, за да бъде улеснено замисленото Старозагорско въстание (1875. Пръв помощник му е именно Георги Бенковски.  Така и обаче не се открива възможност да бъде застрелян султан Абдул Азис, а освен това атенторите не успяват да се снабдят с бомби. Впоследствие  Заимов проявява нерешителност, оставя нещата на самоход и акцията не се осъществява.  На 05 септември Заимов се завръща в Букурещ. Той успява да снабди Гаврил Хлътев  с паспорт на полския емигрант Антон Бенковски и така се "ражда" бъдещия революционер Георги Бенковски.

### Основател на Гюргевския комитет (11 ноември 1875- 25 декември 1875). Главен апостол на III революционен  окръг. (януари 1876 - май 1876)
Заедно с Никола Обретенов,  Христо Караминков (Бунито) и Панайот Волов,  Стоян Заимов  е сред основателите на Гюргевския революционен комитет, който подготвя Априлското въстание (1876). Заимов е избран за секретар на Гюргевският комитет, а след покана от него и Обретенов се присъединява и Ст.Стамболов, който председателства заседанията.  По изрично негово настояване Бенковски е приет за редовен апостол, с пълни права. Заимов е определен от Гюргевският комитет  за главен апостол на Трети (Врачански) революционен окръг. Тук той създава устав, подпомага финансирането на други окръзи и проява активна агитационна дейност (през януари 1876 - май 1876 агитира в Оряхово,Лом, Берковица, Бяла Слатина, Плевен, Орхание и София), но се проваля като организатор. Подобна характеристика му дава и неговият съвременник Филип Симидов в писмо до Стефанаки Савов "Аз мога да кажа, че той беше добър агитатор, но не беше достатъчно боеви водител." Други негови съвременници като Сидер войвода също изказват съмнения в  лидерските  способности на Заимов.  ("Помнете ми думата, Заимов е слаб човек, няма да направите нищо"). Междувременно Стоян Заимов изпада в конфликт с Никола Обретенов, който му е натрапен за помощник. В допълнение Захари Стоянов цитира  самохвални писма на Заимов, писани с "диктаторски тон" до Г. Бенковски, Ст. Стамболов и Г. Апостолов, че едвам сдържа юнаците си и има "хилядо души". (впоследствие Заимов твърди, че това са сериозни преувеличения и не е писал нищо повече от "ние сме готови, а вие как сте?.)"   Когато вижда с очите си съдбата на Клисура и Панагюрище, Заимов отказва да вдига Врачанският окръг на бунт. Все пак трябва да се отчете, че предвид подготовката за война със Сърбия, Османската империя струпва мащабни войски в окръга (първоначално  в окръга има развартируван  един батальон и един ескадрон, а на 23 април пристига още един полк войска), а също и че въстанието избухва преждевременно.
След потушаването на въстанието е заловен и получава смъртна присъда. Заменена е с доживотно заточение в крепостта Сен Жан д'Акр (днес Акра или Ако, Израел). Освободен по общата амнистия след Санстефанския мирен договор (3 март 1878 г.) и се завръща в България.

### След Освобождението
Завършва Педагогическия институт в Москва (1882). Отново учителства в различни градове на България – Шумен (1882 – 1884), Варна (1884 – 1885), Кюстендил (1888 – 1895) и София (1898 – 1901)).
През 1892 г. е избран за председател на комитета „Цар Освободител Александър ІІ“, чиято основна задача е да събере средства за построяване паметник на Александър ІІ и дом за българските ветерани, поборници и опълченци. В периода 1903 – 1907 г. комитетът изгражда паметника на цар Освободител в София, Параклис-мавзолея и Скобелевия парк в Плевен, превръща в музеи къщи в Плевен, Пордим, Г. Студена и Бяла.
През 1895 г. става за три години член на постоянния учебен комитет към Министерството на народното просвещение. Съставя учебници и методически ръководства. Основава сп. „Училищен преглед“ (1896 – 1949). Директор на Народната библиотека в София (1903 – 1908).
От 1908 г. до смъртта си живее и работи в Плевен, където е назначен за директор на Управлението на Военно-историческите къщи музеи и паметници. Къщата му днес е превърната в музей „Стоян и Владимир Заимови“, а недалеч е паметникът-гробница на Стоян и Владимир Заимови, изграден през 1960 г.
Наред със Захари Стоянов полага основата на българската модерна мемоарна традиция, като през 1884 г. започва да пише „Миналото“, което окончателно завършва пред 1895. Предава революционният си архив си на Димитър Страшимиров, който по-късно написва "История на априлското въстание" (1907)
Умира в град Плевен в 1932 година.

## Семейство
Баща е на генерал-полковник Владимир Заимов. Финанситът и политик Мартин Заимов е негов правнук.

## Памет
На Стоян Заимов е наречена улица в квартал „Лозенец“ в София (Карта) и улица във Варна

## Любопитно
Стоян Заимов е прототипът на Бойчо Огнянов - Краличът в "Под игото". Двамата с Вазов се запознават през 1876 и писателят е впечатлен от преживяванията на Заимов. Бягството на Огнянов от Диарберкир е вдъхновено тъкмо от Заимов.